# Ԡ
Ԡ, ԡ или Л с ченгелче е буква от кирилицата. Обозначава небна странична приблизителна съгласна /ʎ/ ([ль]). В миналото се е използвала в чувашкия език. Аналогична е на кирилската буква Љ.

## Кодове
| Буква  | Уникод |
| ------ | ------ |
| Главна | U+0520 |
| Малка  | U+0521 |

В други кодировки буквата Ԡ отсъства.